# 瑪勿蒂斯島
瑪勿蒂斯島（英語：Mavudis Island），是位於巴丹群島的島嶼，處在菲律賓的呂宋島北方約300公里，面積1.1平方公里，由巴丹群島省伊巴雅特市管轄。島上無人居住，是無人島。

## 地理
島嶼成楔形狀，長約2.1公里，寬約0.8公里。最高處為一座死火山，海拔約230公尺。
海岸線主要是由岩石峭壁和白色沙灘所組成。島上的植被為熱帶植物，許多椰子蟹、螞蟻和鳥類也棲息於此。在瑪維迪斯島西方岸，擁有較大規模的珊瑚礁。

## 位置
島嶼距離夏揚島（Siayan Island）北方約四公里、伊巴雅特島（Itbayat Island）北方8公里、汀姆島（Diogo Island）西北方36公里，與菲律賓最北端的雅米島相距30公里左右。